# Jean-Marie-Claude-Alexandre Goujon
Pour les articles homonymes, voir Goujon.
Jean-Marie-Claude-Alexandre Goujon, né le 13 avril 1766 à Bourg-en-Bresse et mort le 17 juin 1795 à Paris, est une personnalité politique de la Révolution française.

## Biographie
Issu d'une famille de Bresse, son grand-père, Claude Goujon, est directeur des droits réunis à Dijon, son père, Alexandre-Claude Goujon, à la ferme des aides de Bourg-en-Bresse. Dans cette ville, celui-ci épouse le 9 février 1762 Jeanne Marguerite Nicole Ricard, fille de Joseph Ricard, avocat à la Cour, premier secrétaire de l'Intendance de Bourgogne née en 1745. En 1774, la famille s'installe à Provins. À la suite d'un revers de fortune de son père, il doit abandonner ses études et part pour Dieppe, puis Saint-Malo pour y apprendre la marine. Embarqué à douze ans comme pilotin à bord du Diadème, il assiste sur le Saint-Esprit à la bataille d'Ouessant contre la flotte anglaise. Le lendemain, il écrit à son père une lettre lue à haute-voix dans le jardin du Palais-Royal, sous l'arbre de Cracovie.
Après deux ans passés chez un négociant à Saint-Malo, il obtient une place de sous-inspecteur des équipages d'artillerie à Morlaix, avant d'être employé dans les bureaux de la marine à Brest, puis à Saint-Malo. En 1783, à dix-sept ans, il part pour l'Île-de-France, où son oncle Ricard, futur maire de Port-Louis, possède une maison de commerce. De retour en France l'année suivante, en mai 1790, il retrouve ses parents à Rennes, où son père est directeur des messageries, et entre dans les bureaux de l'Intendance de Bretagne. En 1786, il devient clerc de procureur à Paris, où il se lie d'amitié avec un autre jeune clerc, Pierre-François Tissot.

### Révolution française
Engagé avec enthousiasme dans les premiers événements de la Révolution, il participe à la saisie d'armes dans Paris insurgé après le renvoi de Necker et devient membre du conseil de la Légion du Châtelet. À la fin de l'année, il acquiert un début de notoriété académique avec un discours présenté au concours de l'académie de Dijon et intitulé De l'influence de la morale des Gouvernements sur celle des peuples, qui est influencé par la pensée de Rousseau et de Mably. Le prix n'est pas décerné, mais l'académie déclare que seul le discours de Goujon a attiré leur attention. En 1791, sa réponse à la lettre de Raynal (où l'Encyclopédiste a attaqué violemment les travaux de l'Assemblée constituante) le révèle au grand public. La même année, il réside à Meudon lorsque la municipalité l'invite à prononcer l'éloge funèbre de Mirabeau. Membre de la Société des amis de la constitution de Sèvres, il est élu administrateur, puis, après la journée du 10 août 1792, procureur-général syndic du département de Seine-et-Oise. Le 17 septembre, il devient sixième député suppléant à la Convention nationale par 410 voix sur 657 votants.
Engagé dans la lutte contre la vie chère à l’automne 1792, il rédige et présente en novembre à la Convention une adresse de l'assemblée électorale de son département en faveur de la taxation du prix des grains, dans laquelle il montre que la politique économique libérale de l’Assemblée a des conséquences sociales importantes : « La liberté illimitée du commerce des grains est incompatible avec l’existence de notre République. Et en effet, de quoi est composée une République ? D’un petit nombre de capitalistes et d’un grand nombre de pauvres (...) Cette classe de capitalistes et de propriétaires, que la liberté illimitée rend maîtresse du prix des grains, est aussi maîtresse de la fixation de la journée de travail. » Il conclut en demandant l'établissement du maximum des grains, la limitation des fermes à 120 arpents et la création d'un organisme central de gestion des subsistance, dont les membres seraient élus par le peuple.
La Convention, alors dominée par les Girondins, rejette cette demande. C'est le gouvernement révolutionnaire établi par les Montagnards qui crée, en octobre 1793, la Commission des subsistances et approvisionnements. Goujon devient le 5 brumaire an II (26 octobre 1793) l'un des trois commissaires et joue, à ce poste, un rôle majeur dans l'établissement des tableaux nationaux du maximum.

#### Député
Après l'achèvement des tableaux, Goujon démissionne le 2 ventôse (20 février 1794). Se tournant alors vers les questions de diplomatie, il est désigné pour une mission diplomatique à Constantinople mais ne part pas. Du 5 au 8 avril 1794, est un éphémère ministre de l'Intérieur et des Affaires étrangères par intérim, puis remplace Hérault de Séchelles comme député à la Convention le 26 germinal (15 avril). Le 12 floréal (1er mai), il est envoyé en mission par arrêté du Comité de salut public dans le Var, les Bouches-du-Rhône et les Alpes-Maritimes, mais ne semble pas s'y être rendu. Nommé en mission auprès des armées du Rhin et de la Moselle par arrêté du comité de salut public du 17 prairial (5 juin), il quitte Paris le 5 messidor (23 juin) avec Tissot comme secrétaire. Aux côtés de Nicolas Hentz et de Pierre Bourbotte, il participe à la campagne qui voit la conquête du Palatinat, adressant au comité de salut public des lettres lues à la tribune par Barère.
À l'annonce du 9 Thermidor, il écrit de Thionville à la Convention, avec Hentz et Bourbotte, le 13 thermidor, pour la féliciter de sa victoire, affirmant : « Périsse quiconque voudra usurper la puissance qui n'appartient qu'au peuple ! Périsse quiconque voudra s'élever au-dessus du niveau de l'égalité ! » Cette lettre est lue lors de la séance du 15 thermidor.
Toutefois, il est rappelé par arrêté du Comité de salut public du 23 thermidor (10 août). De retour dans la capitale le 10 fructidor (27 août), il tente de s'opposer à la réaction thermidorienne. Le 12 fructidor (29 août), il défend les sept membres des anciens Comités attaqués par Lecointre. Le 20 pluviôse an III (8 février 1795), il réplique à l'arrestation de Gracchus Babeuf et à la fermeture de deux clubs populaires en proposant un décret « contre ceux qui attaqueront les droits de l'homme et la constitution ». Le 18 ventôse (8 mars), il est le seul député assez courageux pour voter contre le retour des Girondins, qu'il juge trop portés à se venger des injures passées. Le 21 ventôse (11 mars), il fait observer que l'on désigne à présent sous le nom de « terroristes » ceux que l'on appelait auparavant « patriotes » et que cette « dénomination vague » a été « inventée par des hommes qui veulent tout agiter » pour « faire planer le soupçon indistinctement sur toutes les têtes ». Le 1er germinal (21 mars), il combat la loi de grande police présentée par Emmanuel-Joseph Sieyès, jugeant que l'expression « propos séditieux » est « extraordinairement vague » et répond à Tallien, qui parle contre la Constitution de 1793, en le menaçant de la colère du peuple. Le 11 germinal (31 mars), il appuie l'admission à la barre des pétitionnaires de la section des Quinze-Vingts. Lors de l'insurrection du 12 germinal (1er avril), il demande que le gouvernement désigne des lieux où chaque district devra s'approvisionner pour s'opposer à la disette. Mais son engagement parmi les Crêtois insupporte de plus en plus la majorité modérée et libérale. Lors de l'Insurrection du 1er prairial (20 mai), Goujon prend la parole vers les dix heures du soir, après l'invasion de la salle par les insurgés, pour réclamer l'élection immédiate d'une commission extraordinaire concentrant tous les pouvoirs des comités dans le but de faire exécuter les décrets votés sous la pression des insurgés. Quand les insurgés sont expulsés des Tuileries, la majorité vote, sur la motion de Thibaudeau, l'arrestation des représentants qui se sont montrés favorables à l'insurrection. Arrêté en même temps que onze autres Crêtois, il est transféré au château du Taureau, au large de Morlaix.

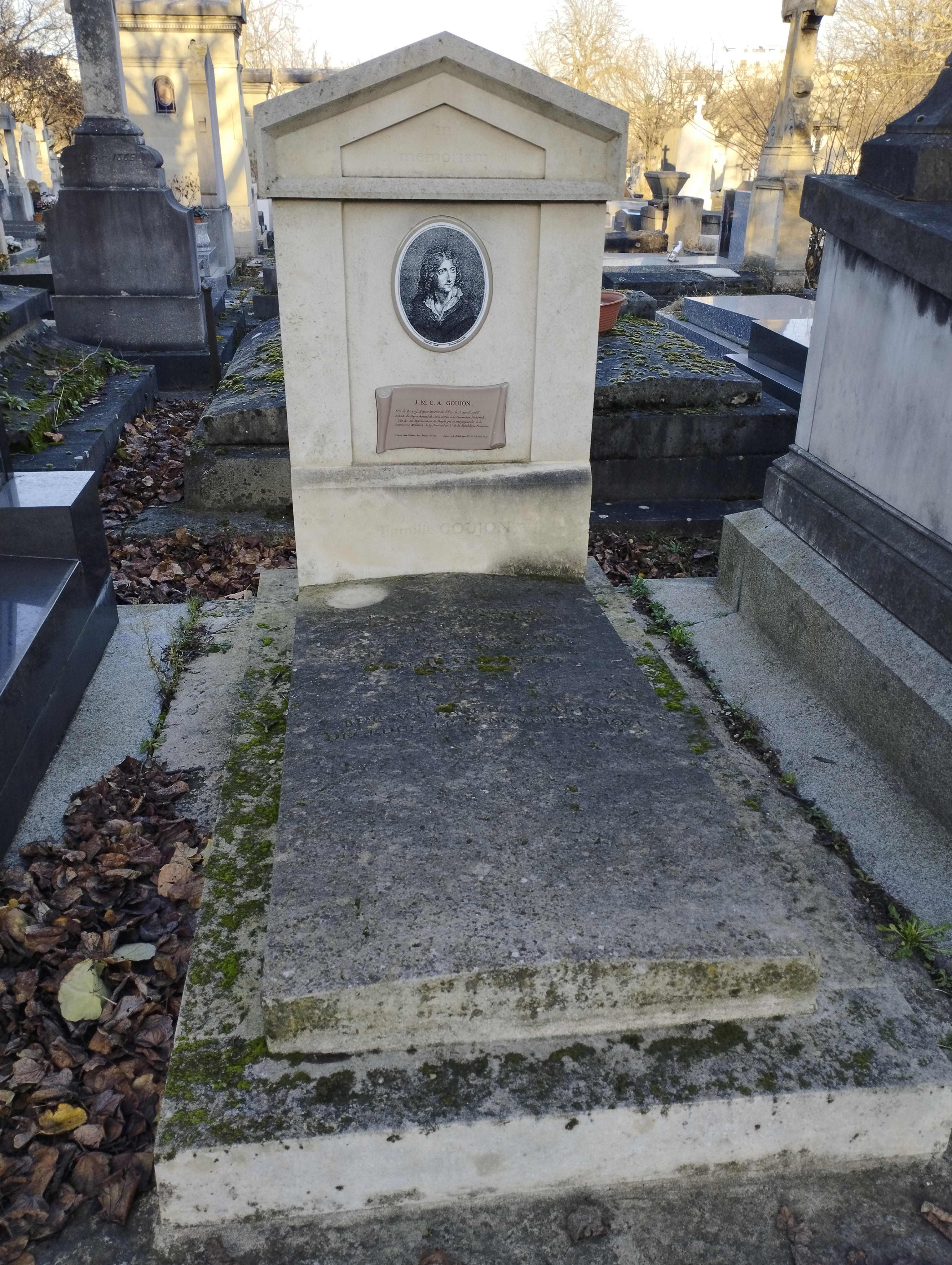
Tombe de Jean-Marie-Claude-Alexandre Goujon au cimetière du Montparnasse (division 4).

Le 14 prairial (2 juin), les douze hommes apprennent qu'ils vont bientôt être jugés par une commission militaire pour atteinte à la sûreté de l'État. Ils font alors le serment de se poignarder, si celle-ci les condamne à mort.
Condamné à mort le 29 prairial (17 juin), il se poignarde avec ses coaccusés à l'annonce du verdict. Avant son suicide, il a déclaré : « J'avais juré de la défendre (la Constitution de l'an I) et de périr pour elle ; je meurs content de n'avoir point trahi mon serment », formule qu'il a complétée par un avis lucide sur l'avenir : « Je mourrais plus content si j'étais certain qu'après moi elle ne sera pas détruite et remplacée par une autre constitution (c'est-à-dire la constitution de l'an III), où l'égalité sera méconnue, les droits de l'homme violés, et par laquelle la masse du peuple se verra totalement asservie à une caste plus riche, seule maîtresse du gouvernement et de l'État. »
Il est inhumé au cimetière du Montparnasse (division 4).

## Famille
Le 3 avril 1793, à Mettray, il épouse Lise (Marie) Cormery (1771-1843), fille d'un administrateur du département d'Indre-et-Loire native de Mettray, avec laquelle il a un fils unique, Philarète, architecte né à Paris le 28 frimaire an III (18 décembre 1794), mort sans descendance à Tours le 28 décembre 1832,.
Camille Desmoulins a fait l'éloge de ces êtres héroïques qui durant la Révolution surent rester admirables, il cite ainsi la lettre de Goujon à Lise Cormery, dans laquelle il lui fait une touchante demande en mariage, non sans oublier sa profession de foi à la patrie. Lise Cormery devient ainsi l'épouse de Goujon, qu'elle accompagne dans son combat jusqu'à son dernier souffle.